# Code d'identification des résines
Le système de codage SPI d'identification des résines est un code développé en 1988 par la Society of the Plastics Industry (en français : Société de l'industrie plastique) dans le but de faciliter le tri des déchets suivi de la valorisation des déchets en matière plastique, en particulier le recyclage des bouteilles et autres contenants en plastique. Ce système de codage est codifié par la norme ASTM D7611 / D7611M.
Repris en Allemagne sous le nom de norme DIN 6120, puis en Europe, son application est volontaire de la part des fabricants mais doit cependant respecter une codification bien précise, conforme à une décision de la Commission européenne du 28 janvier 1997 (97/129/CE).

## Logo et signification
Le logo représente un ruban de Möbius, mais réduit à sa plus simple expression pour faciliter sa lisibilité après moulage, même en taille réduite. Au centre du triangle, un chiffre indique le type du plastique, parfois associé sous le triangle aux lettres initiales de son nom (voir la Liste des codes des polymères issue des normes ISO).

## Recyclable ou recyclé?
Le caractère techniquement « recyclable » d'un plastique n'implique pas qu'il sera effectivement « recyclé ».
En ce qui concerne notamment les déchets ménagers, la mise en œuvre des filières de recyclage pour chaque type de matériau peut beaucoup varier selon les localités et les pays, en fonction des mentalités, des conditions techniques et de la rentabilité (présence d'une usine à proximité, prix du marché pour la matière première, existence de subventions pour la récupération et le traitement de ce type de matériau).
En pratique, les particuliers doivent se renseigner auprès des services locaux chargés des déchets, pour savoir quels plastiques placer dans les bacs de collecte sélective et lesquels jeter avec les ordures mélangées destinées à l'enfouissement ou à l'incinération.

## Santé
Seuls les emballages alimentaires portant le code 2, 4 ou 5 (codes de polyoléfines) peuvent subir une cuisson (ex. : au four à micro-ondes) sans danger pour la santé.
| N° de recyclage                                                | Unicode  | Abréviation  | Nom du polymère                                                                                        | Utilisation |
| -------------------------------------------------------------- | -------- | ------------ | --- | --- |
| Code d'identification des résine de polyéthylène téréphtalate. | ♳ U+2673 | PETE ou PET  | Polytéréphtalate d'éthylène                                                                            | Recyclable pour produire des bouteilles de limonade, des plateaux de traiteur et de boulangerie, des vêtements, des tapis, des pinceaux, etc.                                                                                                |
| Code d'identification pour le HDPE.                            | ♴ U+2674 | HDPE ou PEHD | Polyéthylène haute densité                                                                             | Recyclable pour produire des bouteilles, sacs à provisions, poubelles, tuyaux agricoles, sous-tasses, barrières, équipement de terrains de jeu, bûches plastiques, conteneur d'acide (le PEHD est un plastique qui résiste aux acides), etc. |
| Code d'identification pour le PVC.                             | ♵ U+2675 | PVC ou V     | Polychlorure de vinyle                                                                                 | Recyclable pour produire des tuyaux, des profilés pour la construction (fenêtres, lames de terrasses, portails, etc.) des grillages et des bouteilles non-alimentaires.                                                                      |
| Code d'identification pour le LDPE.                            | ♶ U+2676 | LDPE ou PEBD | Polyéthylène basse densité                                                                             | Recyclable pour fabriquer de nouveaux sacs et films plastiques. |
| Code d'identification pour le polypropylène.                   | ♷ U+2677 | PP           | Polypropylène                                                                                          | Recyclable en pièces de voiture, plateaux de cafétéria self-service, tapis et fibres géotextiles et industrielles. |
| Code d'identification pour le polystyrène.                     | ♸ U+2678 | PS           | Polystyrène                                                                                            | Recyclable dans une grande variété de produits incluant accessoires de bureau, plateaux de cafétéria self-service, jouets, cassettes vidéo et boîtiers, et panneaux isolants.                                                                |
| OTHER, Code d'identification pour les autres polymères.        | ♹ U+2679 | PC ou OTHER  | Autres plastiques, incluant le polycarbonate, l'acrylique, le styrène-acrylonitrile (SAN) et le nylon. | |